# August Wilson Theatre
L'August Wilson Theatre, precedentemente noto come Guild Theatre, ANTA Theatre e Virginia Theatre, è un teatro di Broadway sito nel quartiere di Midtown Manhattan a New York.

## Storia
Progettato da C. Howard Crane e Kenneth Franzheim, il teatro ha aperto al pubblico nel 1925 con il nome di Guild Theatre, inaugurato con un nuovo allestimento del Cesare e Cleopatra di George Bernard Shaw. Successivamente il teatro ospitò apprezzati allestimenti de Il maggiore Barbara, le prime di Broadway de Il lutto si addice ad Elettra (1931) e La casa di Bernarda Alba (1951). Nel 1961 la prima statunitense di Un uomo per tutte le stagioni fu allestita proprio in questo teatro, seguita da La grande strage dell'impero del sole. Dagli anni novanta il teatro ha ospitato anche numerosi musical, a partire da City of Angels (1989-1992), My Fair Lady (1993), La Piccola Bottega degli Orrori (2003) e Jersey Boys, rimasto in cartellone per dodici anni dal 2005 al 2017.
Il 16 ottobre 2005, due settimane dopo la morte di August Wilson, il teatro fu ribattezzato in onore dell'acclamato drammaturgo afroamericano.